# Alice (píseň, Avril Lavigne)
„Alice“ je singl zpěvačky Avril Lavigne vydaný roku 2010. Singl je určený jako vůdčí k filmu Tima Burtona Alenka v říši divů. Singl byl v rádiu poprvé přehrán ve středu 27. ledna 2010, ke stáhnutí byl uvolněn o dva dny později. Balada je zpívaná ve středním tempu z hlediska filmu pro hlavní roli Alice. Píseň byla produkována Butchem Walkerem a mixována Avriliným bývalým manželem Deryckem Whibleym.
Alenka v říši divů dále inspirovala Avril k navržení dalších kousků oblečení pro její značku oblečení Abbey Dawn a navrhla pár "modýlků" ve stylu filmu.
Písnička vznikla díky tomu, že vedení Disney řeklo Timu Burtonovi, že by Avril byla schopna napsat písničku pro jeho film. Tim Burton souhlasil a Avril okamžitě začala vymýšlet se svým klavírem tuhle písničku.